# 하늘Films
《하늘Films》(そらFilms)는 아라가키 유이의 뮤직비디오 모음집이다.

## 수록
1. heavenly days (another edition)
2. そら
3. メモリーズ
4. 陽のかげる丘